# Gotye
Wouter Andre De Backer (Brujas, 21 de mayo de 1980), conocido por su nombre artístico Gotye, es un cantante, compositor y multinstrumentista belga-australiano. Su sencillo de 2011, Somebody That I Used to Know, alcanzó el número uno en el Billboard Hot 100 y se convirtió en la canción más vendida de 2012.Esto lo convirtió en el quinto artista australiano en encabezar la lista y el segundo nacido en Bélgica (después de The Singing Nun en 1963).
En febrero de 2013, en la gala de los premios Grammy, obtuvo tres de estos gramófonos dorados, entre ellos a la Mejor Grabación del año por Somebody That I Used to Know. Ha ganado siete premios ARIA y ha sido nominado a los MTV EMAs como Mejor presentación en Asia y el Pacífico. Su mayor éxito es Somebody That I Used to Know, obteniendo el 1.er puesto en varias listas musicales en el mundo.

## Primeros años
Wouter André De Backer nació el 21 de mayo de 1980 en Brujas, Bélgica, De Backer emigró a Australia con su familia en 1982.Primero residieron en Sídney antes de establecerse en Montmorency, un suburbio de Melbourne, Victoria.Su madre lo apodó "Gotye", basado en "Gauthier", el equivalente francés de su nombre holandés.Sus padres optaron por utilizar el equivalente romantizado inglés de su nombre, Walter, al inscribirlo en la escuela.
Cuando era joven, De Backer mostró pasión por la música y aprendió varios instrumentos, sobre todo piano y batería.  En 2012, De Backer recordó que cuando era adolescente solía escuchar "obsesivamente" el álbum Songs of Faith and Devotion de Depeche Mode, y afirmó: "Yo solo podría darle crédito a ese disco por querer que yo hiciera discos".En su adolescencia, De Backer formó la banda Downstares con tres de sus amigos de la escuela secundaria, incluido Lucas Taranto (quien todavía toca en sus shows en vivo).Después de la secundaria, los miembros de Downstares se separaron. 
En 2001, sus padres se mudaron a una nueva casa, dejando su antigua casa familiar en Montmorency, para que él pudiera continuar sus estudios en la Universidad de Melbourne, donde se graduó con una Licenciatura en Artes.Dos amigos se mudaron con él y la casa pasó a ser conocida cariñosamente como The Frat House, donde los amigos pasaban regularmente y pasaban el rato. Las primeras semillas de Gotye se plantaron cuando a De Backer le entregaron una gran colección de discos antiguos.  Un vecino anciano, que había escuchado a Downstares ensayar a lo largo de los años, le dio a De Backer la colección de discos LP de su entonces recientemente fallecida esposa.

## Carrera
Ha lanzado tres álbumes de manera independiente y un álbum remix, con remezclas de canciones de sus primeros dos álbumes. De Backer es también uno de los integrantes de la banda indie-pop The Basics, que ha lanzado tres álbumes de estudio independientes y otros títulos desde 2002.
La cantante Kimbra colaboró con él en su sencillo "Somebody That I Used To Know", incluido en su álbum “Making Mirrors” editado en 2011, de gran éxito en varias partes del mundo, particularmente en Australia, donde obtuvo siete discos de platino.

## Discografía

### Álbumes
- 2003 - Boardface
- 2006 - Like Drawing Blood
- 2011 - Making Mirrors

### EPs
- 2001 - Gotye
- 2009 - Hearts A Mess Remix EP
- 2010 - Eyes Wide Open EP